# Malý Draždiak
Malý Draždiak je jezero v Bratislavě na Slovensku. Nachází se v Petržalce v okrese Bratislava V. Vzniklo po těžbě štěrku, která byla ukončena před rokem 1970. Je asi 450 m dlouhé a 120 m široké.

## Pobřeží
Jezero má podlouhlý nepravidelný tvar. Pobřeží není upravené a je porostlé litorální vegetací, která přechází v lužní les.

## Využití
V okolí jezera jsou chaty. Využívá se k rybolovu a rekreaci.